# Under the Mistletoe
Under the Mistletoe (dansk: Under misteltenen) er det først julealbum og det andet studiealbum af den canadiske musiker Justin Bieber, som blev udgivet den 1. november, 2011 af Island Records.

## Baggrund
Den 25. august 2011, annoncerede Bieber at han ville udgive sit første julealbum og andet studiealbum senere i 2011. De amerikanske producere Scooter Braun og Kuk Harrell bekræftede en uge senere at Bieber havde samarbejdet med Sean Kingston og Taylor Swift, samt producerne Jonathan Rotem og The Messengers. Senere samme måned, blev det annonceret at Boyz II Men, Usher, og The Band Perry også samarbejdede med Bieber på albummet. Den 30. september 2011, frigav Bieber det officielle album cover og album-navn på Facebook. Den 4. oktober afslørede Mariah Carey at hun og Bieber havde indspillet hendes sang All I Want for Christmas Is You som en duet til albummet.

## Single
Albummet's første single "Mistletoe", blev skrevet og produceret med The Messengers, og blev udgivet den 18. oktober, 2011 

## Hitliste optræden
Albummet debuterede som nummer et på US Billboard 200, og solgte 210,000 i løbet af den første uge. Under the Mistletoe er Justin Bieber's tredje album som er nået nummer et og det første julealbum af en mandlig musiker til at debutere som nummer et. Justin Bieber er også den første solo-musiker til at have tre nummer-et albums før sin 18. års fødselsdag. Albummet debuterede også på top 10 i Spanien, Australien, Norge og Nederlandene. Den 25. december, 2011, solgte albummet i alt 1,220,000 kopier i USA siden udgivelsen ifølge Nielsen SoundScan.
Albummet fik en lunken modtagelse i Norge, men gik ind på en 3. plads på VG-lista Topp 40. Singlen Mistletoe nåede en 2. plads på VG-lista Topp 20.
Albummet debuterede også på top-10 i Spanien, Australien, Norge og Nederlandene.

## Trackliste
Den officielle track-liste blev rapporteret af Bilboard den 5. oktober 2011.
| Under the Mistletoe | Under the Mistletoe                                                         | Under the Mistletoe                                                                                            | Under the Mistletoe                                   | Under the Mistletoe | Under the Mistletoe | Under the Mistletoe | Under the Mistletoe | Under the Mistletoe | Under the Mistletoe |
| #                   | Titel                                                                       | Sangskriver(e)                                                                                                 | Producer                                              | Længde              |                     |                     |                     |                     |                     |
| ------------------- | --------------------------------------------------------------------------- | --- | ----------------------------------------------------- | ------------------- | ------------------- | ------------------- | ------------------- | ------------------- | ------------------- |
| 1.                  | "Only Thing I Ever Get for Christmas"                                       | Christopher Stewart, Aaron Pearce, Tim Miner, Justin Bieber                                                    | Stewart, Pearce                                       | 3:12                |                     |                     |                     |                     |                     |
| 2.                  | "Mistletoe"                                                                 | Nasri Atweh, Adam Messinger, Bieber                                                                            | The Messengers                                        | 3:03                |                     |                     |                     |                     |                     |
| 3.                  | "The Christmas Song (Chestnuts Roasting on an Open Fire)" (featuring Usher) | Mel Tormé, Robert Wells                                                                                        | Kuk Harrell, Sean K                                   | 3:35                |                     |                     |                     |                     |                     |
| 4.                  | "Santa Claus Is Coming to Town"                                             | J. Fred Coots, Haven Gillespie                                                                                 | Stewart, Pearce                                       | 3:37                |                     |                     |                     |                     |                     |
| 5.                  | "Fa La La" (featuring Boyz II Men)                                          | Adonis Shropshire, Bieber, Bernard Harvey                                                                      | Harvey, Josh Cross                                    | 3:06                |                     |                     |                     |                     |                     |
| 6.                  | "All I Want for Christmas Is You (Superfestive!)" (duet with Mariah Carey)  | Mariah Carey, Walter Afanasieff                                                                                | Carey, James "Big Jim" Wright, Randy Jackson, Harrell | 4:00                |                     |                     |                     |                     |                     |
| 7.                  | "Drummer Boy" (featuring Busta Rhymes)                                      | Katherine Davis, Henry Onorati, Harry Simeone, med som ekstra rapper, skrevet af Justin Bieber og Busta Rhymes | Harrell, Sean K                                       | 3:45                |                     |                     |                     |                     |                     |
| 8.                  | "Christmas Eve"                                                             | Chris Brown, Bieber, Antwan Thompson, Jerrol Wizzard, Kevin McCall                                             | Thompson, Boogie Wizzard, Brown*                      | 3:44                |                     |                     |                     |                     |                     |
| 9.                  | "All I Want Is You"                                                         | Justin Bieber, Brandon Hamilton                                                                                | Bieber                                                | 3:36                |                     |                     |                     |                     |                     |
| 10.                 | "Home This Christmas" (featuring The Band Perry)                            | Atweh, Nick Turpin, George Nozuka, Melanie Fontana, Bieber                                                     | Nasri, Turpin                                         | 3:24                |                     |                     |                     |                     |                     |
| 11.                 | "Silent Night"                                                              | Joseph Mohr, Hans Xaver Gruber                                                                                 | Harrell                                               | 2:49                |                     |                     |                     |                     |                     |
| 37:51               |                                                                             | |                                                       |                     |                     |                     |                     |                     |                     |

| Deluxe edition bonus tracks | Deluxe edition bonus tracks                    | Deluxe edition bonus tracks             | Deluxe edition bonus tracks | Deluxe edition bonus tracks | Deluxe edition bonus tracks | Deluxe edition bonus tracks | Deluxe edition bonus tracks | Deluxe edition bonus tracks | Deluxe edition bonus tracks |
| #                           | Titel                                          | Sangskriver(e)                          | Producer                    | Længde                      |                             |                             |                             |                             |                             |
| --------------------------- | ---------------------------------------------- | --------------------------------------- | --------------------------- | --------------------------- | --------------------------- | --------------------------- | --------------------------- | --------------------------- | --------------------------- |
| 12.                         | "Christmas Love"                               | Atweh, Messinger, Bieber                | The Messengers              | 3:27                        |                             |                             |                             |                             |                             |
| 13.                         | "Fa La La (A Capella)" (featuring Boyz II Men) | Shropshire, Bieber, Harvey              | Harvey, Cross               | 2:55                        |                             |                             |                             |                             |                             |
| 14.                         | "Pray" (featuring The Band Perry)              | Atweh, Messinger, Omar Martinez, Bieber | The Messengers              | 3:32                        |                             |                             |                             |                             |                             |
| 15.                         | "Someday at Christmas"                         | Ronald Miller, Bryan Wells              | Jay Riehl                   | 2:53                        |                             |                             |                             |                             |                             |
| 50:38                       |                                                |                                         |                             |                             |                             |                             |                             |                             |                             |

| 16. | "All I Want Is You" (Acoustic) | Justin Bieber, Brandon Hamilton | Bieber | 3:36 |

| 16. | "In The Studio Making the Album"  |  |  |  |
| 17. | "Making of the "Mistletoe" Video" |  |  |  |
| 18. | "Pray" (music video)              |  |  |  |

Note: (*) angiver at han var med som co-producer

## Hitlister og certificeringer
| Hitliste                | Højeste placering |
| ----------------------- | ----------------- |
| Australian Albums Chart | 6                 |
| Canadian Albums Chart   | 1                 |
| Dutch Albums Chart      | 10                |
| Finland Albums Chart    | 21                |
| Greek Albums Chart      | 2                 |
| Italian Albums Chart    | 6                 |
| Mexican Albums Chart    | 1                 |
| OLiS                    | 33                |
| Scottish Albums Chart   | 18                |
| Spanish Albums Chart    | 4                 |
| UK Albums Chart         | 13                |
| US Billboard 200        | 1                 |

| Region                 | Certificering | Salg/forsendelser |
| ---------------------- | ------------- | ----------------- |
| Australien (ARIA)      | Guld          | 35,000^           |
| Canada (Music Canada)  | 3x Platin     | 240,000^          |
| Colombia (ASINCOL)     | Guld          | 5,000x            |
| Brasilien (ABPD)       | Platin        | 40,000*           |
| Danmark (IFPI Denmark) | Platin        | 20,000^           |
| Mexico (AMPROFON)      | Platin+Guld   | 90,000^           |
| USA (RIAA)             | Platin        | 1,000,000^        |
| Venezuela (APFV)       | Guld          | 5,000x            |

## Udgivelses historie
| Region     | Dato              | Format(er) | Pladeselskab    | Version(er)      |
| ---------- | ----------------- | ---------- | --------------- | ---------------- |
| Indonesien | 8. november, 2011 | CD, DVD    | Universal Music | Standard, deluxe |